# Koe Koi
Koe Koi (ようこそ、わが家へ Âm thanh tình yêu) là manga Nhật Bản được viết và minh hoạ bởi Doruru. Ban đầu truyện được xuất bản điện tử từ tháng 5 năm 2015 trên tạp chí truyện tranh điện tử Comico Japan của trang Comico. Sau này, phiên bản truyện giấy được xuất bản bởi nhà xuất bản Futabasha.
Một phiên bản phim truyền hình được phát sóng từ tháng 7 đến tháng 9 năm 2016..

## Nội dung
Yoshioka Yuiko vừa mới khai giảng xong thì ốm nằm liệt giường ở nhà, bỗng nhiên có một cú điện thoại gọi tới từ cán bộ lớp có tên Matsubara. Tim của Yuiko đập thình thịch khi nghe thấy giọng nói ấm áp và vang vỏng ấy. Hôm sau khi tới trường thì Yuiko đã gặp được Matsubara, tuy nhiên Matsubara lại luôn đội một bao bì giấy trên đầu để che đi khuôn mặt.

## Phim truyền hình

### Diễn viên
- Nagano Mei trong vai Yoshioka Yuiko
- Sakurai Takahiro (櫻井孝宏) trong vai Matsubara-kun (lồng tiếng)
- Ryusei Ryo trong vai Hyodo Makoto
- Ochiai Motoki trong vai Kagaya Yuichi
- Otomo Karen trong vai Nishizono Aki
- Sakurada Dori trong vai Sejima Ryoichi
- Karata Erika trong vai Midorikawa Rena
- Mizutani Kaho (水谷果穂) trong vai Aoyama Yuki
- Shiraishi Shunya (白石隼也) trong vai Yoshioka Kyoshiro
- Morio Yumi trong vai Yoshioka Miwako
- Nakagawa Tsubasa trong vai Matsubara Hotaru

### Tập
| Tập | Tên tập phim                 | Đạo diễn                               | Ngày phát sóng      |
| --- | ---------------------------- | -------------------------------------- | ------------------- |
| 1   | Danh tính của giọng nói ấy!? | Hirabayashi Katsutoshi                 | 9 tháng 7 năm 2016  |
| 2   | Dung mạo của Matsubara-kun   | Hirabayashi Katsutoshi                 | 16 tháng 7 năm 2016 |
| 3   | Dự cảm tình yêu              | Miura Naoyuki, Yuasa Hiroaki           | 23 tháng 7 năm 2016 |
| 4   | Lời nói thành thực           | Miura Naoyuki, Yuasa Hiroaki           | 30 tháng 7 năm 2016 |
| 5   | Đường đường chính chính      | Nakamura Yoshiko, Horai Tadaaki        | 6 tháng 8 năm 2016  |
| 6   | Bên cậu                      | Nakamura Yoshiko, Horai Tadaaki        | 20 tháng 8 năm 2016 |
| 7   | Cậu có đang mỉm cười?        | Rieko Obayashi, Hirabayashi Katsutoshi | 27 tháng 8 năm 2016 |
| 8   | Hậu lễ văn hoá               | Rieko Obayashi, Hirabayashi Katsutoshi | 3 tháng 9 năm 2016  |
| 9   | Khuôn mặt tươi cười của cậu  | Rieko Obayashi, Yuasa Hiroaki          | 10 tháng 9 năm 2016 |
| 10  | Khoảng cách của hai đứa      | Rieko Obayashi, Horai Tadaaki          | 17 tháng 9 năm 2016 |
| 11  | Những nghĩ suy muốn nói      | Rieko Obayashi, Hirabayashi Katsutoshi | 24 tháng 9 năm 2016 |
| 12  | Hướng đi của con tim         | Rieko Obayashi, Hirabayashi Katsutoshi | 1 tháng 10 năm 2016 |